# KS X 1001
KS X 1001 (auch Wansung (완성) genannt) ist eine südkoreanische Norm, die eine Zeichenkodierung für die koreanische Schrift festlegt. Sie wurde 1974 als KS C 5601 eingeführt und 1982, 1987, 1992, 1998, 2002 und zuletzt 2004 revidiert.
KS X 1001 ist eine 16-Bit-Kodierung. Alle Zeichen werden im Bereich 0x21–0x7E in einer 94×94-Matrix kodiert, die die Kodierung von maximal 8.836 Zeichen erlaubt – ein System, das auch von benachbarten Kodierungen wie JIS X 0208 (Japan) oder GB2312 (China) benutzt wird. Kodiert werden 2.350 vorgefertigte Hangeul-Silben, 4.888 Hanja, die lateinische, griechische und kyrillische Schrift, sowie verschiedene Symbole, insgesamt 8.227 Zeichen.
KS X 1001 ist der einzige koreanische Zeichensatz, der größere Verbreitung fand. Er ist in EUC-KR und ISO-2022-KR implementiert und auf den meisten Websites sowie Betriebssystemen genutzt. Unter Windows wird KS X 1001 als Codepage 51949 abgebildet. Koreanische Versionen von Windows nutzen allerdings eine Erweiterung dieses Zeichensatzes, die Codepage 949, auch Unified Hangul Code (UHC) genannt.
Der Zeichensatz kodiert nur die 2.350 häufigsten Hangeul-Silben, was vor allem mit Fremdwörtern und Eigennamen Probleme bereitet, da die dafür verwendeten Silben meist nicht in KS X 1001 enthalten sind.
In Nordkorea wird anstelle dieses Zeichensatzes KPS 9566 benutzt.

## Änderungshistorie
1998
Zwei Zeichen wurden hinzugefügt:
- U+00AE ® REGISTERED SIGN (0xA2E7 in EUC-KR und 0x2267 in ISO-2022-KR)
- U+20AC € EURO SIGN (0xA2E6 in EUC-KR und 0x2266 in ISO-2022-KR)

2002
Ein Zeichen wurde hinzugefügt:
- U+327E ㉾ CIRCLED HANGUL IEUNG U (0xA2E8 in EUC-KR und 0x2268 in ISO-2022-KR)